# Courtomer (Orne)
Courtomer ist eine französische Gemeinde mit 725 Einwohnern (Stand 1. Januar 2022) im Département Orne in der Region Normandie. Sie gehört zum Arrondissement Alençon und zum Gemeindeverband Vallée de la Haute Sarthe.

## Lage
Die Gemeinde Courtomer liegt im Hügelland der Perche im Einzugsbereich der oberen Sarthe, 30 Kilometer nordöstlich von Alençon.

## Geschichte
Courtomer wurde im Jahr 1089 erstmals urkundlich erwähnt.

## Bevölkerungsentwicklung
| Jahr                       | 1962 | 1968 | 1975 | 1982 | 1990 | 1999 | 2006 | 2012 | 2021 |
| -------------------------- | ---- | ---- | ---- | ---- | ---- | ---- | ---- | ---- | ---- |
| Einwohner                  | 849  | 783  | 698  | 659  | 636  | 676  | 722  | 463  | 718  |
| Quellen: Cassini und INSEE |      |      |      |      |      |      |      |      |      |

## Sehenswürdigkeiten
- Schloss aus dem Jahr 1787
- Historisches Herrenhaus du Mesnil.
- Kirche Saint-Étienne et Saint-Lomer, 19. Jahrhundert
  - Statue der heiligen Marguerite aus dem 17. Jahrhundert
- Wasserturm

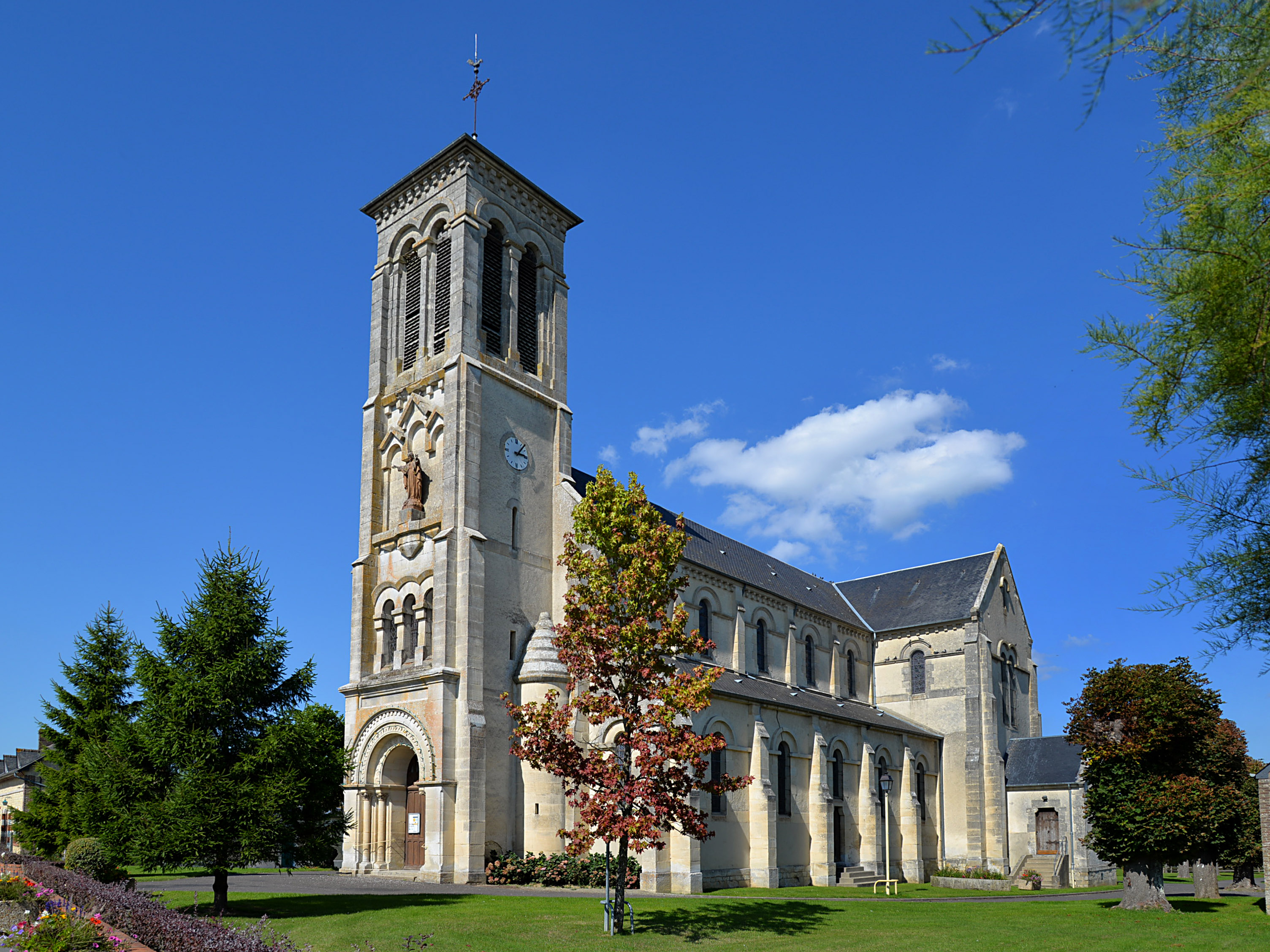
Kirche Saint-Étienne et Saint-Lomer
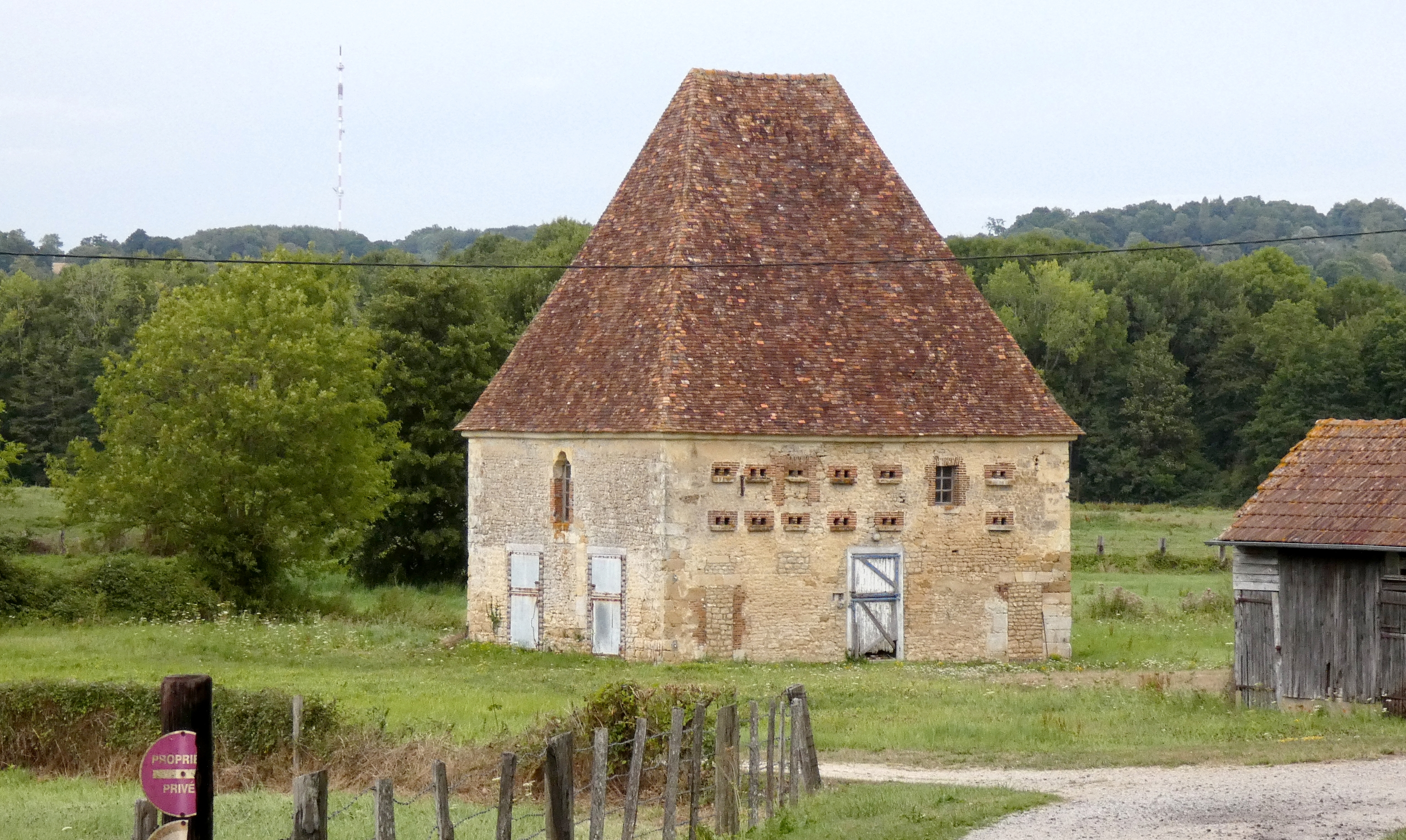
Ehemalige Protestantische Kirche
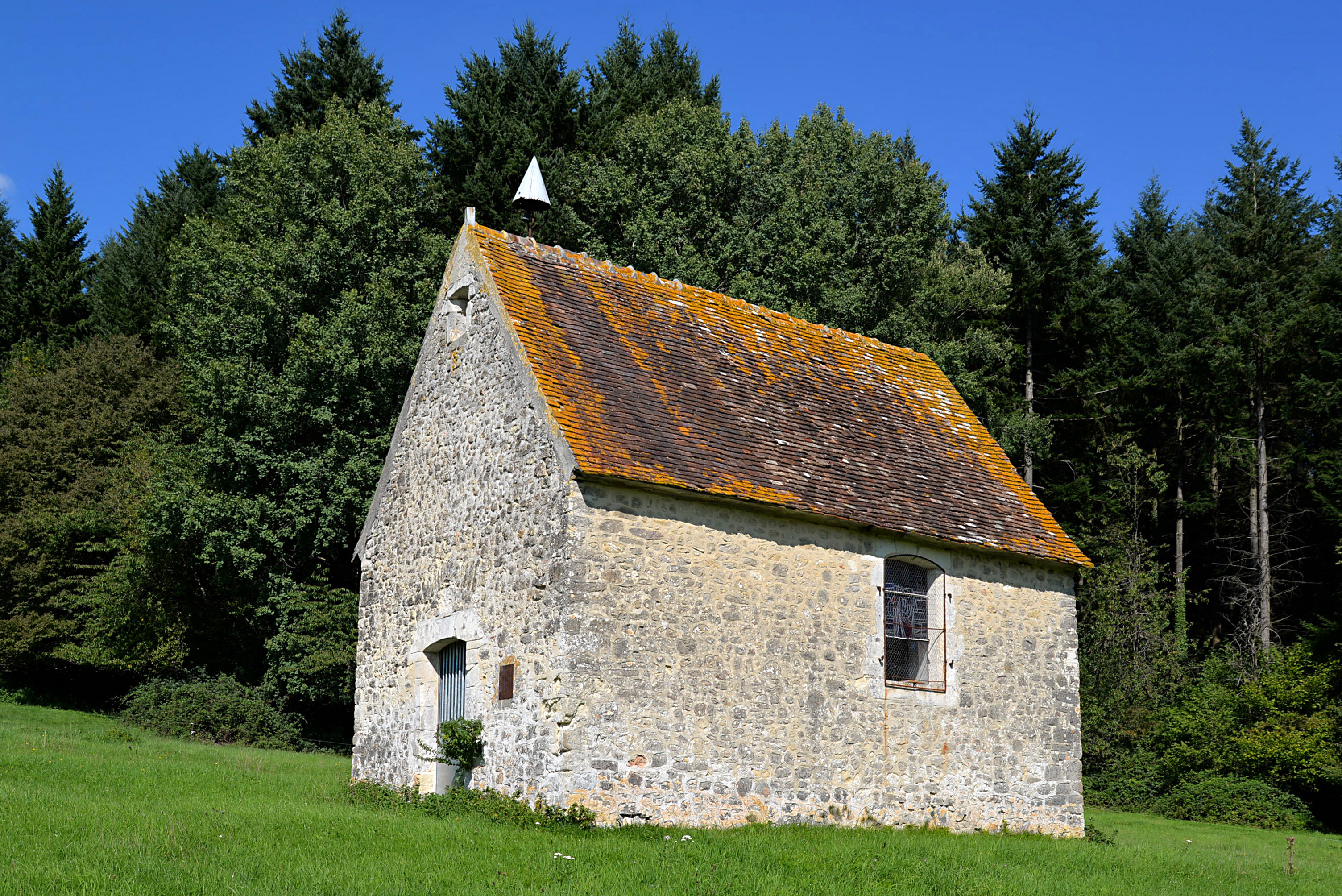
Kapelle Saint-Jacques
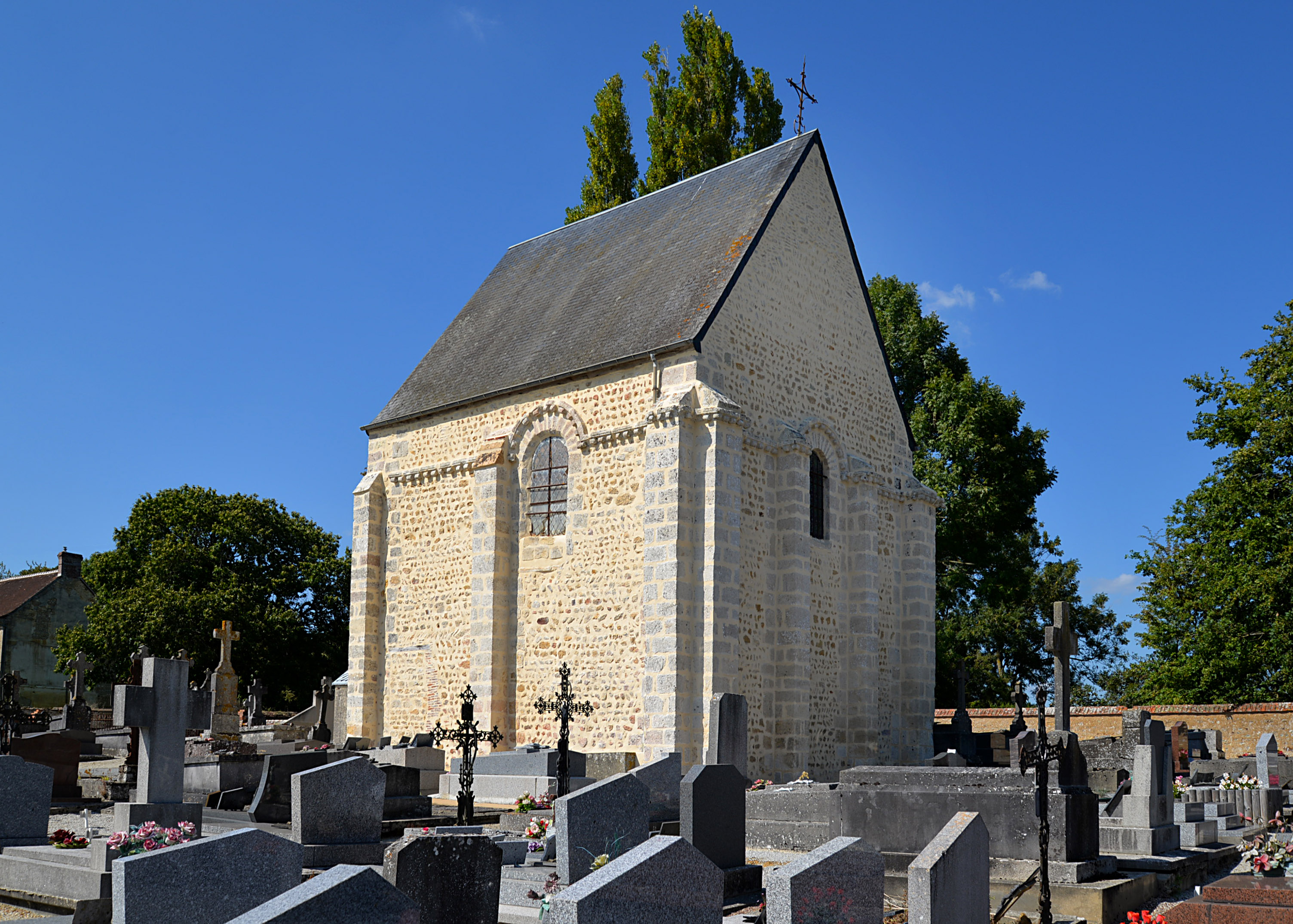
Friedhofskapelle

## Wirtschaft und Infrastruktur
Courtomer ist ländlich geprägt. Hauptwirtschaftszweig ist die Weidewirtschaft. Die Gemeinde liegt an der Fernstraße D 3 von Sées nach L’Aigle.

## Gemeindepartnerschaft
Es besteht seit 1981 eine Partnerschaft mit Schmitten im Taunus.